# Giedroyciowie herbu Hippocentaurus
Giedrojciowie herbu własnego, również Giedroyciowie – polski ród książęcy, pochodzenia wielkolitewskiego.

## Etymologia nazwiska
Jedna z etymologii nazwiska rodu Giedrojciów oparta jest na legendzie (patrz sekcja: Tytuł książęcy). Według niej Giedrojciowie mają wywodzić swoje nazwisko od legendarnego Giedrusa (brata wielkiego księcia litewskiego Trojdena).
Nazwisko Giedrojciów ma charakter odmiejscowy. Pochodzi ono od miejscowości Gedrojcie (dziś Giedrojcie), wokół której znajduje się kilka innych miejscowości o podobnej nazwie. Ich nazwą pierwotną była „Kgedrojt” skąd wziął się przymiotnik „Kgedroitski”, z czasem spolszczony na Gedrojc.

## Tytuł książęcy

### Legenda
Według legendy podanej przez Kronikę Litewską, uzupełnioną przez Wojciecha Kojałowicza (ur. 1609) i Macieja Stryjkowskiego (ur. 1547) – Giedrojciowie mają pochodzić od mitycznego Dowsprunga z rodu Centaurów, który przybył z Palemonem w X wieku na Litwę, gdzie stał się protoplastą dynastii z czasem panującej (patrz: Palemonowicze). Jego potomek, żyjący w XIII w., książę wielkolitewski Romont (Romund, Rowmund), miał pozostawić pięciu synów. Pierwszy z nich, Narimonta, przez syna Lizdejkę, miał być protoplastą Radziwiłłów, Ościkowiczów, Narbutów Dziewałtowskich, Komajewskich itd. Drugi zaś, Dowmont ma być protoplastą Siesickich i Świrskich. Holszana natomiast, protoplastą Holszańskich i Dubrowickich, a Giedrus protoplastą Giedrojciów. Piątym synem był Trojden – ostatni wielki książę wielkolitewski z tej dynastii, którego potomstwo wygasło na dzieciach. 
Z nich Giedrus miał założyć wspomnianą wcześniej miejscowość Giedrojcie i przezwać się księciem (kniaziem) Giedroitskim. Jego syn, Ginwił, był ojcem Hurdy, Binojny i Bubety. Hurda pozostawił syna Dowmonta, ten zaś Wojtkasa i Pietrasa, z których pierwszy miał być ojcem Bartłomieja, a dziadem kniazia Mateusza Bartłomiejewicza Gedrojca (marszałka hospodarskiego, zmarłego w 1563 roku). Od Giedrusa mają pochodzić jeszcze Ginwiłowie, Jamontowiczowie, Jurahowie, a także wiele innych rodzin.

### Badania
Od II połowy XVI w. część Giedrojciów zaczęła używać przydomku „Dowmont” na pamiątkę swojego rzekomego przodka, co jednak niewiele ma wspólnego z prawdą. Według polskiego historyka, Józefa Wolffa, Giedrojciowie pochodzą od udzielnych książąt litewskich, a konkretniej od dynastii poprzedzającej dynastię Giedyminowiczów.

## Historia
Pierwsza współczesna wzmianka o tym rodzie pochodzi z 1399 roku, kiedy to wielki książę Witold sądził sprawę tzw. „kniaziów Gedroitskich” z ówczesnym biskupem wileńskim, Jakubem Plichtą. W 1413 roku podczas unii horodelskiej doszło do przyjęcia przez polskie rodziny szlacheckie bojarów wielkolitewskich wyznania katolickiego (tzw. adopcja herbowa). Jednym z ważniejszych dowodów tamtego wydarzenia jest istniejący do dziś dokument, do którego przyczepione są pieczęcie z wizerunkami herbów szlacheckich.
Do rodu Porajów adoptowany został wówczas niejaki Bylimin, wraz z jego bliżej nieznanym potomstwem. Wywodził się on z książąt Giedrojciów, który jako jeden z nielicznych rodów kniaziowskich wydał z siebie gałąź bojarską, podczas gdy pień nadał zachował kniaziostwo (sami Giedrojciowie). Analogiczną sytuację możemy zaobserwować w przypadku Sunigajła, wywodzącego się od książąt Świrskich.

## Znani członkowie rodu
- Arnolf Giedroyć
- Benedykt Stanisław Giedroyć
- Dowmont Franciszek Giedroyć
- Henryk Giedroyc
- Ignacy Giedroyć
- Jan Stefan Giedroyć
- Jerzy Giedroyc
- Józef Arnulf Giedroyć
- Józef Jan Giedroyć
- Kasper Giedroyć
- Krzysztof Giedroyć
- Kunegunda Giedroyć
- Łucja Giedroyć
- Marcjan Giedroyć
- Marcjan Giedroyć
- Mel Giedroyc
- Melchior Giedroyć
- Michał Giedroyć
- Michał Giedroyć
- Mikołaj Bylimin
- Romuald Tadeusz Giedroyć
- Samuel Krzysztof Giedroyć
- Szymon Michał Giedroyć
- Tadeusz Giedroyć